# Кованджылар
Кованджылар (тур. Kovancılar) — город и район в провинции Элязыг на востоке Турции.

## История
Город был основан весной 1935 года в качестве места для поселения иммигрантов из Румынии.